# Helen Holmes
Helen Holmes (9 de junho de 1893 – 8 de julho de 1950) foi uma atriz de cinema estadunidense da época do cinema mudo. Helen Holmes também atuou no teatro, e participou da direção, produção e roteiro de vários de seus filmes.

## Biografia
Apesar de não haver nenhum registro oficial conhecido sobre sua naturalidade, Helen Holmes declarou em uma entrevista que nasceu em South Bend, Indiana, mas cresceu em Chicago, Illinois. Ela começou trabalhando como modelo fotográfico, e depois começou a atuar, estreando no teatro da Broadway em 1909. Nessa época, fez amizade com a estrela de cinema Mabel Normand. Helena se mudou para a Califórnia (pelo rio Colorado) aos dezessete anos de idade, para cuidar de seu irmão, que se encontrava com tuberculose.
Enquanto isso, sua amiga Mabel Normand, que se mudara para Hollywood em 1912 para trabalhar no Keystone Studios, de Mack Sennett, incentivou Holmes, após a morte do irmão, para tentar a indústria cinematográfica na Costa Oeste dos Estados Unidos.

## Carreira

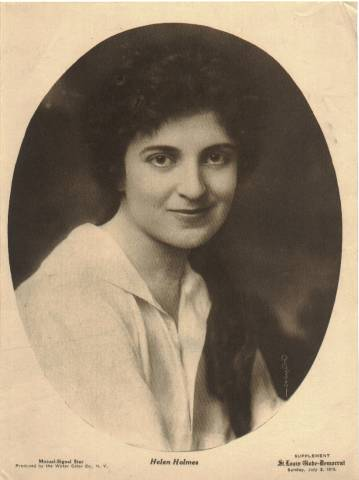
Helen Holmes em 1916.

Holmes iniciou sua carreira no cinema em 1912, com a Keystone, em parte arranjada pela amiga Mabel Normand. Fez apenas algumas aparições em filmes da Keystone e, apesar de atraente, a sua falta de beleza fascinante a relegou a papéis secundários até o final de 1913, quando assinou com a Kalem Company, um novo estúdio de Hollywood.
O primeiro filme de Helen Holmes na Kalem foi dirigido por J. P. McGowan com quem iria desenvolver um relacionamento e se casar. Em seus dois primeiros anos na Kalem Studios, Holmes apareceu em mais de trinta filmes curtos, durante os quais sua capacidade atlética para fazer acrobacias fisicamente exigentes lhe deu a grande oportunidade.

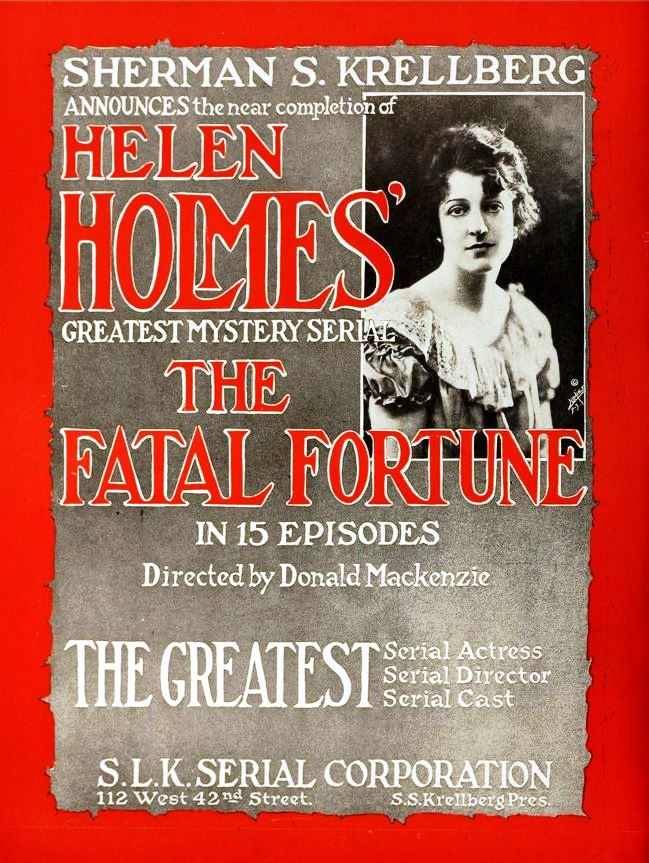
Anúncio do seriado The Fatal Fortune, de 1919.

Numa época em que o movimento pelo voto feminino foi muito noticiado, o concorrente da Kalem Studios, a Pathé, realizou um seriado de aventuras em março de 1914, intitulada The Perils of Pauline. Estrelando Pearl White como uma heroína corajosa e ousada, a série se tornou um sucesso de bilheteria para a Pathé.
Como resultado, a Kalem Studios aproveitou o efeito que a ideia desse tipo de filme causara sobre o público e em novembro de 1914 lançou seu próprio seriado de aventura denominado The Hazards of Helen.
Durante os episódios que Helen Holmes realizou, ela fez quase todas as suas cenas, mesmo as de perigo. Heroína independente, de raciocínio rápido e inventiva, como parte de suas façanhas perigosas Helen fez coisas tais como saltar sobre trens em fuga ou perseguir ladrões de trem. Embora, ocasionalmente, o enredo determinasse que Helen fosse resgatada por um belo herói do sexo masculino, na maioria dos episódios foi a própria destemida Helen que encontrou uma forma engenhosa para sair de sua situação extrema e enfrentou, sozinha, os bandidos, trazendo-os à justiça.
Requisitada para filmar "Night Operator at Buxton" (episódio 18 do seriado), Helen Holmes adoeceu e Anna Q. Nilsson a substituiu naquela ocasião. Após 26 episódios, Holmes e J.P. McGowan deixaram a companhia cinematográfica e o diretor James Davis colocou Elsie McLeod nos episódios 27 a 49, até que pudesse achar a substituta permanente para o papel de Helen. A heroína, no restante da série, foi interpretada por Rose Wenger Gibson, na época casada com Hoot Gibson. Rebatizada como "Helen Gibson" pela Kalem Company, ela também alcançou o status de celebridade.
The Hazards of Helen fez de Helen Holmes uma estrela e seu marido, o diretor J. P. McGowan, decidiu capitalizar sua fama e deixou a Kalem com a finalidade de trabalhar para Thomas H. Ince Productions e Universal Pictures.

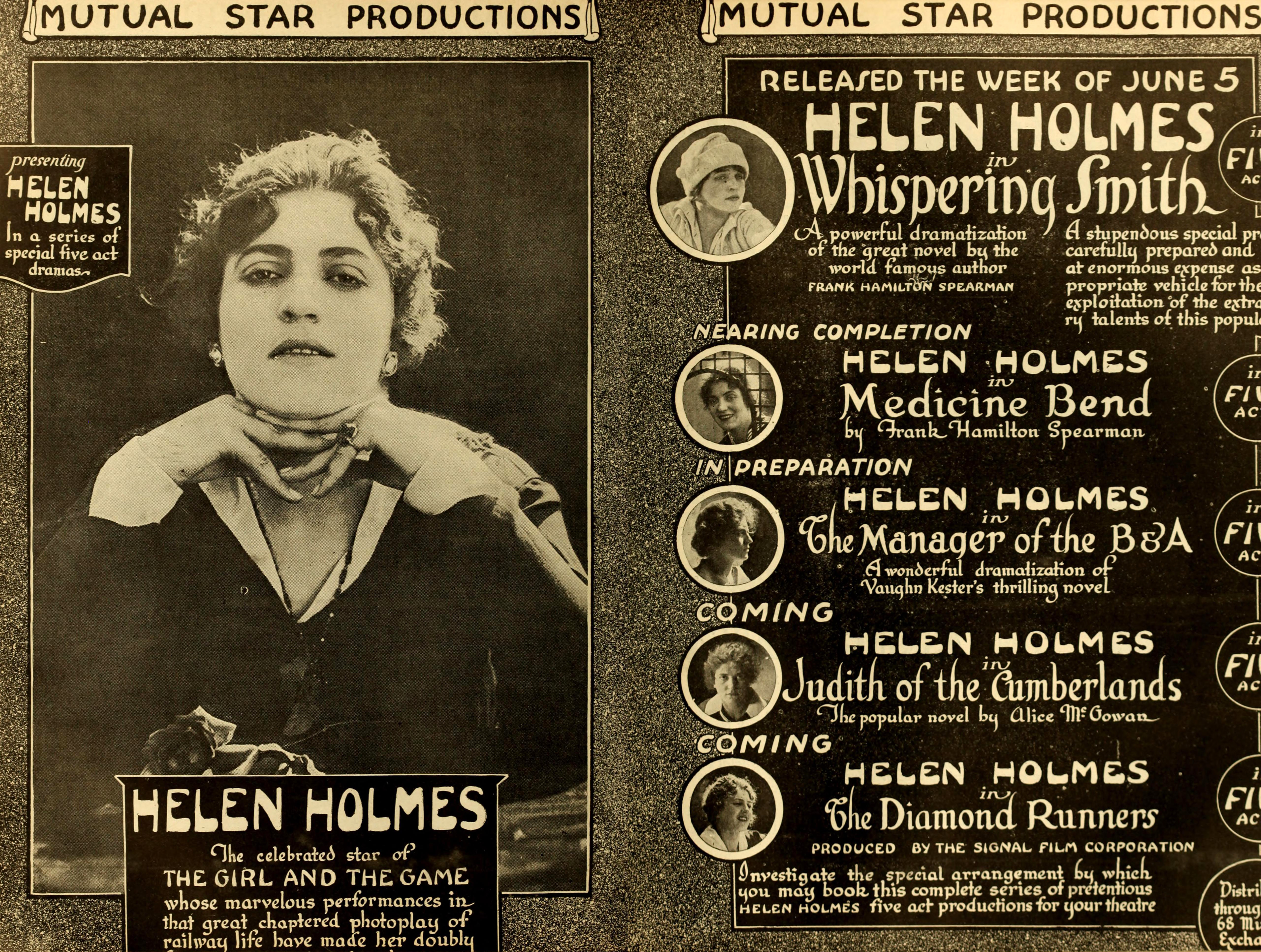
Helen Holmes em anúncio da Mutual Films.

Depois de alguns filmes, Holmes e McGowan formaram, ao lado de Samuel S. Hutchinson, a “Signal Film Corporation”, para fazer seus próprios filmes de aventura. Entre o final de 1915 e início de 1917, fizeram uma dúzia de filmes juntos, com razoável sucesso, mas problemas financeiros e de distribuição terminaram a parceria de produção e Holmes não apareceu em outro filme até 1919, desta vez como a estrela da produção de outra Companhia Cinematográfica.
Em 1919 e 1920, Helen fez apenas um filme por ano e apenas dois em cada um dos próximos três anos. Entre 1924 e 1926, fez dezoito filmes de aventura mais curtos, mas sua popularidade começou a diminuir em um mercado já saturado com filmes femininos de cliffhanger. Holmes fez vários Westerns ao lado do ator Jack Hoxie nos anos 20.
Ao longo de sua carreira, Helen Holmes, ocasionalmente, voltou a atuar no teatro, e com o fim de seu casamento, em 1925, voltou ao palco, fazendo sua última aparição na Broadway em 1935. Ela se casou com o dublê Lloyd A. Saunders e, como resultado da popularidade dos filmes de Rin-Tin-Tin, os dois começaram a treinar animais para o uso em filmes.
Depois de se aposentar do cinema, Helen passou a administrar um pequeno negócio, uma casa de antiguidades em San Fernando. Ela tinha uma extensa coleção de bonecas raras.

## Holmes Production Corporation
O seriado The Tiger Band, em 1920, foi o único da Holmes Production Corporation. Em 1920, Helen Holmes resolvera fundar a Helen Holmes Poduction Corporation, e assinou com  a Warner Brothers para a distribuição de seus filmes. A Warner, porém, tentou convencê-la a estrelar um filme, The Danger Trail, em 1920, para financiar suas produções. Quando Holmes fez seu primeiro seriado, The Tiger Band, em 1920, a Warner criou-lhe dificuldades financeiras, e o seriado teve uma distribuição pobre. Holmes não mais produziu, limitando-se a atuar.

## Filmografia seleta

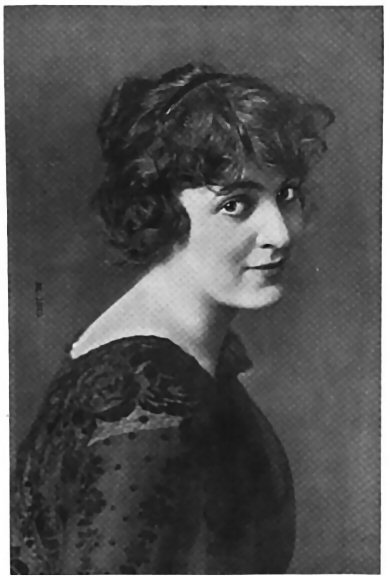
Helen Holmes na revista Who's Who in the Film World.

- 1912, Kings Court (curta-metragem)
- 1913, On His Wedding Day (curta-metragem, não-creditada)
- 1913, Hide and Seek (curta-metragem)
- 1914, The Hazards of Helen (seriado, episódios 1-48)
- 1915, The Girl and the Game (seriado)
- 1916, Lass of the Lumberlands (seriado)
- 1917, The Railroad Raiders (seriado)
- 1917, The Lost Express (1917) (seriado)
- 1919, The Fatal Fortune (seriado)
- 1920, The Tiger Band (seriado)
- 1922, The Lone Hand
- 1924, The Riddle Rider (seriado)
- 1924, Battling Brewster (seriado)
- 1926, The Open Switch

## Morte
Lloyd morreu em 1946, e Helen morreu em 1950, como resultado da insuficiência cardíaca. Ela estava doente há cinco anos com uma doença cardíaca, e morreu aos 58 anos em Burbank, Califórnia, em sua casa, em 1401 West Olive Street. Os serviços fúnebres foram realizados na Capela Pierce Brothers Hollywood, no Santa Monica Blvd., 5959, em Los Angeles, Califórnia. Ela foi enterrada no Forest Lawn Memorial Park Cemetery, em Glendale, Califórnia.

## Peças na Broadway
- This Our House, dezembro de 1935
- The Love Expert, setembro a outubro de 1929
- Adam's Apple, junho de 1929
- Dorian Gray, maio a junho de 1928
- The Devil Within, março a abril de 1925
- Keep It to Yourself, dezembro de 1918 a abril de 1919
- Success, janeiro a março de 1918
- The Natural Law, abril a junho de 1915
- The Confession, março a maio de 1911
- The City, dezembro de 1909 a junho de 1910
- Lincoln, fevereiro de 1909